# Nieuw-Zeeland op de Olympische Winterspelen 1960
Tijdens de Olympische Winterspelen van 1960, die in Squaw Valley (Verenigde Staten) werden gehouden, nam Nieuw-Zeeland voor de tweede keer deel.

## Deelnemers en resultaten

### Alpineskiën
| Olympiër          | Discipline       | Resultaat | Prestatie                      |
| ----------------- | ---------------- | --------- | ------------------------------ |
| Sam Chaffey       | afdaling (m)     | 48e       | 2.29,3 (+23,3)                 |
| Sam Chaffey       | reuzenslalom (m) | 58e       | 2.32,3 (+44,0)                 |
| Sam Chaffey       | slalom (m)       | dq        | diskwalificatie                |
| Bill Hunt         | afdaling (m)     | 54e       | 2.32,0 (+26,0)                 |
| Bill Hunt         | reuzenslalom (m) | 51e       | 2.23,3 (+35,0)                 |
| Bill Hunt         | slalom (m)       | dq        | diskwalificatie                |
|                   |                  |           |                                |
| Patricia Prain    | afdaling (v)     | 36e       | 2.01,5 (+23,9)                 |
| Patricia Prain    | reuzenslalom (v) | 34e       | 1.52,4 (+12,5)                 |
| Patricia Prain    | slalom (v)       | 32e       | 2.18,4 (+28,8) 1.05,5+1.12,9   |
| Cecilia Womersley | afdaling (v)     | 34e       | 1.59,5 (+21,9)                 |
| Cecilia Womersley | reuzenslalom (v) | 27e       | 1.47,7 (+7,8)                  |
| Cecilia Womersley | slalom (v)       | 38e       | 3.43,1 (+1.53,5) 2.17,7+1.25,4 |

Argentinië · Australië · Bulgarije · Canada · Chili · Denemarken · Duits eenheidsteam · Finland · Frankrijk · Groot-Brittannië · Hongarije · IJsland · Italië · Japan · Libanon · Liechtenstein · Nederland · Nieuw-Zeeland · Noorwegen · Oostenrijk · Polen · Sovjet-Unie · Spanje · Tsjecho-Slowakije · Turkije · Verenigde Staten · Zuid-Afrika · Zuid-Korea · Zweden · Zwitserland